# Françoise Galle
Pour les articles homonymes, voir Galle.
Cet article possède un paronyme, voir France Gall.
Françoise Galle née le 4 octobre 1940 à Paris est une artiste peintre, créatrice de tapisserie et sculptrice française.

## Biographie
Françoise Galle est née le 4 octobre 1940 à Paris. Elle décide d'apprendre la peinture en 1964, à Londres, devant les œuvres de Turner aux lumières orageuses et flamboyantes. Peu après, elle est aidée dans sa voix par le peintre Pierre Parsus.
Titulaire d'une maîtrise d'arts plastiques et une maitrise  d'histoire de l'art contemporain, Françoise Galle est professeur d'arts plastiques de 1965 à 1975. En 1971, elle rédige un mémoire de DESS sur le sculpteur Charles Malfray sous la direction de René Jullian. Elle se spécialise en art textile, haute et basse lisse de 1976 à 1977.
Elle est invitée à la Cité internationale des arts de Paris en 1978 et participe à la rédaction de la revue Textile Art-Driadi de 1978 à 1981.
Elle séjourne de 1980 à 1984 au Brésil pour y créer des ateliers de recherches textiles à Rio de Janeiro et São Paulo, et participe à la scénographie du film Quilombo de Carlos Diegues en 1984.
Depuis 1985, elle vit et travaille à Paris et dans la région de Grenoble, puis en Sologne, près de Romorantin-Lanthenay, où elle œuvre en parallèle à la peinture et à la tapisserie. Elle a fait de nombreuses expositions collectives et personnelles en France et à l'étranger. Elle présente une partie de ses œuvres dans des collections privées à Rio de Janeiro, São Paulo, Québec, Bruxelles, Paris, Grenoble et Tokyo.
En 2007, elle restaure des mandalas et thangkas tibétains anciens, ce qui, selon elle, « lui ouvre de nouvelles perspectives picturales avec l'utilisation des pigments d'ors et de couleurs. »[réf. nécessaire] Cette nouvelle série de peintures s'intitule Icônes.
Le 18 février 2014, elle fait une donation de peintures abstraites de grands formats à la mairie de La Mure (Isère) pour le musée Matheysin.
Le 29 janvier 2016, elle fait une autre donation de peintures figuratives et abstraites des années 1960 à 2015, de structures tissées et sculptures textiles des années 1975 à 2014, à la Ville de Romorantin-Lanthenay pour la Fabrique Normant, centre polyculturel de cette ville.
Françoise Galle est membre du Conseil national français des arts plastiques d'Arelis (Association pour la création et la diffusion de la tapisserie française), de la Fondation Taylor, du Syndicat national des sculpteurs et plasticiens et de la Société des auteurs dans les arts graphiques et plastiques (ADAGP).

## Œuvres dans les collections publiques
Brésil
- Pennapolis[Quoi ?], musée d'Art
- Rio de Janeiro :
  - musée d'Art moderne : dessins.
  - Parque das Ruinas : dessins.
- Salvador, musée d'Art moderne de Salvador.

France
- Chambly, Centre culturel : peintures.
- Longeville-lès-Metz, Centre culturel : peintures.
- Moisselles, Centre culturel : peintures.

## Expositions

### Expositions personnelles
- 1980 : Galeria Caurio, Rio de Janeiro
- 1980 : Kate’s Gallery, São Paulo
- 1981 : Centre Culturel Sa Térésa, Rio de Janeiro
- 1981 : Galeria de SESC, São Paulo
- 1982 : Galeria de l’AF-Tijuca, Rio de Janeiro
- 1983 : Galeria Cecilia Meireles, Rio de Janeiro
- 1983 : Galeria Oca, Rio de Janeiro
- 1984 : Galeria Contemporanea, Rio de Janeiro
- 1987 : Galeria Autre Regard, Paris
- 1989 : Cité Internationale des Arts, Rétrospective, Paris
- 1991 : Cité Internationale des Arts, Paris
- 1995 : Cité Internationale des Arts, Paris
- 1998 : Cité internationale des arts (Paris)
- 1999 : Espace Culturel Pyramedia, Moisselles
- 2002 : Société Générale, Paris
- 2002 : Société Hammerson, Paris
- 2003 : Cité Internationale des Arts, Grands Formats, Paris
- 2003 : Société Générale, Paris
- 2006 : Cité Internationale des Arts, Grands Formats, Paris
- 2007 : Association "Quand Dire", Paris
- 2007 : France 2 – invité Jean Michel Jarre, Paris
- 2010 : Mac 2000 - Art Contemporain, Paris
- 2011 : Société générale, Paris
- 2012 : Les Fractales, Société générale, Paris
- 2017 : Fabrique Normant, rétrospective, Centre polyculturel de la Ville de Romorantin-Lanthenay

### Expositions collectives
- 2014 : Milan, avec le groupe Signes et Traces, Salon de La Rochelle, musée Matra de Romorantin-Lanthenay avec Artec, Le Génie des Jardins avec le Génie de la Bastille
- 2013 : Les Minis du Génie, petits formats avec l'Association du Génie de la Bastille, galerie de l'AAB, Paris
- 2012 : La Mure d'Isère en Couleurs
- 2012 : Milan, Lecce et Venise de juin à août, avec  la galerie Zamenhof, sélection Comparaisons
- Novembre 2012 : Salon Comparaisons. L'Art en Capital, Paris, Grand Palais
- 2011 : Salon d'Automne et Salon Comparaisons
- 2011 : Atelier Gustave avec le CNFAP, octobre, novembre, Paris
- 2011 : galerie du Prieuré de Cornillon, Mens en Trièves (Isère)
- 2010 : Ballades en l'Ile, Andresy, galerie  Le Gémond, Paris
- 2010 : Bastille Center, avec le SNSP, Paris
- 2009 : L'Art en Capital au Salon Comparaisons, Grand Palais, Paris
- 2009 : Salon d'automne à Saria, près de Saint-Jacques-de-Compostelle, du 14 juillet au 30 août
- 2009 : Délires de Livres, thème : Ouverture en rouge, noir et blanc, collégiale de Chartres, Biennale du II avril au 5 mai
- 2008 : L'Art en Capital, Grand Palais, Comparaisons. Signes et Traces
- 2008 : Salon Comparaisons, Espace Triennal de Chamalières
- 2008 : Salon d'Automne en Galice, juillet et août à Sarrià, Saint-Jacques-de-Compostelle
- 2008 : Salon d'Automne, Paris
- 2007 : L'Art en Capital, Salon Comparaisons, Signes et Traces, Grand Palais, Paris
- Salon d'Automne, Paris
- Salon du Dessin et de la Peinture à l'eau, Paris
- 2006 : galerie Espace Dialogos, Totems, Cachan
- Chapelle des Minimes, Compiègne
- Comparaisons Signes et Traces
- Salon du Dessin et de la Peinture à l'eau, Grand Palais, Paris
- 2004 : Signes et Traces, Salon du Dessin, Paris
- 2002 : Comparaisons Signes et Traces, Salon du Dessin, Paris
- 2000 : Centre culturel Pyramédia, Moisselles
- Comparaisons, Signes et Traces, Grand Palais, Paris ; Biennale Arelis, Cité internationale des Arts, Paris
- 1998 : Comparaisons Signes et Traces ; Biennale Arélis, Paris ; Agora de Saint-Imier, Grenoble
- 1997 : galerie Alias, Paris ; Salon d'Automne, Paris ; Espace Nesle, Paris
- 1995 : Cité internationale des Arts, Paris
- 1994 : Salon des artistes français, Paris
- 1992 : Salon France Chicago, Chicago
- 1991 : L’Art contemporain de France, Washington ; Salon des artistes français, Paris
- 1990 : Synthèse – Comparaisons, Paris
- 1989 : Palais des rois de Majorque, Perpignan
- 1987 : Itinéraires, Cité internationale des arts, Paris
- 1986 : Biennale des peintres et sculpteurs, Unesco, Paris ; galerie Arcadia, Paris
- 1984 : Galeria do Instituto Brasil-USA, Rio de Janeiro
- 1984 : musée du Luxembourg, Paris
- 1984 : galerie de l’École des beaux-arts, Paris
- 1983 : musée d'Art moderne, Joinville, Brésil
- 1982 : musée d’Art moderne et Fondation Penteado, Sao Paulo
- 1982 : École des Arts visuels et musée d'Art moderne, Rio de Janeiro
- 1981 : musée d’Art moderne, Salvador de Bahia et musée d'Art de Pennapolis[Quoi ?]
- 1980 : Comparaisons, Paris et Centre culturel Pablo Picasso, Gentilly
- 1980 : galerie Gheysens, Courtrai
- 1980 : galerie du poisson d’Or et Centre culturel du Marais, Paris
- 1980 : Paris-Sens, galerie Charley Chevalier, Sens
- 1979 : Salon d’Art sacré, Paris et Maison des Arts André Malraux, Créteil
- 1979 : Les trois Parques,  château de Nieul
- 1978 : Comparaisons au Salon d'Automne  et Espace Pierre Cardin
- 1978 : Salon des artistes décorateurs, Paris
- 1978 : Multiple art Vivant, musée des Beaux-Arts de Tours
- 1977 : Unesco, Paris
- 1977 : Salon des beaux-arts[Où ?]
- 1977 : Salon Art et Matières, Paris
- 1977 : Salon d'Art sacré, Paris
- 1976 : galerie du FIAP, Paris
- 1976 : galerie de l'aéroport d'Orly